# Ambrussum
Ambrussum va ser un antic oppidum gal a la via Domícia a la moderna comuna de Villetelle. Durant l'edat del ferro, entre el segle viii aC i el segle ii aC, Ambrussum es va convertir en un dels principals oppida dels territoris cèltics mediterranis.
Estava situat prop de Lunel, entre Nimes i Montpeller, i és cèlebre pel pont d'Ambroix, pintat per Gustave Courbet (Montpeller, Museu Fabre). L'arrel ambr és habitual as pobles celtes, però el desenvolupament de la població va anar lligat a la via Domícia, a la sortida oest del pont Ambroix, sobre el riu Vidorle. Els sediments del riu han permès conservar les cases fins a 1,5 metres d'altura. Jean-Luc Fiches va excavar l'assentament entre 1969 i 1985, i es va comprovar que havia estat una parada de ruta, amb diverses tabernae; hi havia també unes termes, diverses restes, un recinte del segle iii aC amb 25 torres i una sèrie de carrers pavimentats per permetre la circulació de carros.
Les restes que en queden es troben sobre un turó baix a la riba dreta del riu. Tot el conjunt està envoltat per un mur de pedra seca. Hi havia torres arrodonides aproximadament cada 10 metres. Les excavacions han posat al descobert un gran habitatge que havia estat ocupat al segle i aC, construït sobre una antiga edificació de la primera meitat del segle iii aC. Prop del pont i sota l'oppidum, hi havia la vila baixa, que durant tota l'època romana va estar habitada.